# Mikel Thomas
Mikel Thomas (ur. 23 listopada 1987 w Port-of-Spain) – trynidadzko-tobagijski lekkoatleta, płotkarz.
W 2007, startując w sztafecie 4 x 100 metrów zajął 4. miejsce podczas igrzysk panamerykańskich. Rok później, w olimpijskim debiucie odpadł w ćwierćfinałowych biegach na 110 metrów przez płotki. W 2012 podczas igrzysk w Londynie odpadł w eliminacjach na tym dystansie. Półfinalista mistrzostw świata w Moskwie (2013) i igrzysk Wspólnoty Narodów w Glasgow (2014). W 2015 zdobył srebrny medal w biegu na 110 metrów przez płotki podczas igrzysk panamerykańskich w Toronto.
Wielokrotny medalista mistrzostw kraju w różnych konkurencjach. 

## Rekordy życiowe
- bieg na 110 metrów przez płotki – 13,17 (2015) rekord Trynidadu i Tobago
- bieg na 400 metrów przez płotki – 51,40 (2008)
- bieg na 55 metrów przez płotki – 7,24 (2013) rekord Trynidadu i Tobago
- bieg na 60 metrów przez płotki (hala) – 7,67 (2016); w 2010 Thomas ustanowił wynikiem 7,73 nieaktualny już rekord Trynidadu i Tobago